# Lijst van beschermd onroerend erfgoed in Anderlecht
Een overzicht van het beschermde onroerend erfgoed in Anderlecht. Het beschermd onroerend erfgoed maakt deel uit van het cultureel erfgoed in België.
| Object                                                      | Datum beschermd?                     | Bouwjaar/architect                   | Stijl                                                   | Typologie                 | Adres                                                                           | Coördinaten | Id-nummer?  | Afbeelding                                             |
| ----------------------------------------------------------- | ------------------------------------ | ------------------------------------ | ------------------------------------------------------- | ------------------------- | ------------------------------------------------------------------------------- | ----------- | ----------- | ------------------------------------------------------ |
| Erasmushuis                                                 | 25/10/1938                           | 1468                                 | Traditionele architectuur                               | Herenhuis                 | BRUINSTRAAT 0 , KAPITTELSTRAAT 31                                               |             | 2003-0001/0 | Erasmushuis                                            |
| Collegiale kerk Sint-Pieter en Sint-Guido                   | 25/10/1938                           | 1527                                 | Gotisch                                                 | Kerk                      | DAPPERHEIDSPLEIN 0                                                              |             | 2003-0002/0 | Collegiale kerk Sint-Pieter en Sint-Guido              |
| Begijnhof                                                   | 25/10/1938                           | 1634                                 | Renaissance                                             | Begijnhof                 | KAPELAANSSTRAAT 2                                                               |             | 2003-0003/0 | Begijnhof                                              |
| Luizenmolen                                                 | 08/02/2007                           |                                      |                                                         | Windmolen                 | VLINDERSSTRAAT 0                                                                |             | 2003-0004/1 | Luizenmolen                                            |
| Elishout- of Elshouthoeve                                   | 16/10/1975                           |                                      |                                                         | Hoeve                     | DREEFPAD 0 , EMILE GRYSONLAAN 0                                                 |             | 2003-0005/0 |                                                        |
| Zuidersluis                                                 | 22/02/1984                           | 1867-1871 Léon-Pierre SUYS           | Neoclassicisme, Industriële archeologie, Neorenaissance | Sluis                     | POINCARELAAN 77                                                                 |             | 2003-0006/0 | Zuidersluis                                            |
| Sociale Voorzorg                                            | 09/09/1993                           | 1912 RICHARD PRINGIERS               |                                                         | Appartementsgebouw        | LUCHTVAARTSQUARE 29 - 33, ZELFBESTUURSSTRAAT 1 - 7, LAMBERT CRICKXSTRAAT 2 - 10 |             | 2003-0007/0 | Sociale Voorzorg                                       |
| Slachthuis van Anderlecht                                   | 08/08/1988                           | 1890 Emile TIROU                     | Industriële architectuur                                | Overdekte markt           | ROPSY CHAUDRONSTRAAT 24 - 25                                                    |             | 2003-0016/0 | Slachthuis van Anderlecht                              |
| Veeartsenijschool van Kuregem en zijn park                  | 22/02/1990                           |                                      | Neo-Vlaamse renaissance                                 | Gebouw en omgeving        | VEEARTSENSTRAAT 41 - 47, DOKTER KUBORNSTRAAT 0                                  |             | 2003-0017/0 | Veeartsenijschool van Kuregem en zijn park             |
| Woning de Clercq                                            | 09/11/1993                           | 1887-1888                            | Neo-Vlaamse renaissance                                 | Huis                      | KLINIEKSTRAAT 108                                                               |             | 2003-0018/0 |                                                        |
| Spoorwegbrug genoemd Gerijbrug met egyptiserend decor       | 16/03/1995                           | 1910                                 | Neo-Egyptisch, Art nouveau                              | Brug                      | GERIJSTRAAT 0                                                                   |             | 2003-0019/0 |                                                        |
| Eclectisch herenhuis                                        | 08/09/1994                           | 1908                                 | Eclecticisme                                            | Herenhuis                 | GEORGES MOREAUSTRAAT 170                                                        |             | 2003-0020/0 |                                                        |
| Vijverpark                                                  | 17/09/1998                           |                                      |                                                         | Park                      | MAURICE CAREMELAAN 0 , MARIUS RENARDLAAN 0 , FRANS                              |             | 2003-0021/0 | Vijverpark                                             |
| Centraal park en tuin van het Erasmushuis                   | 26/03/1998                           |                                      |                                                         | Park                      | DE FORMANOIRSTRAAT 0 , BRUINSTRAAT 0 , VAANDELSTRAAT 0 ,                        |             | 2003-0022/0 | Centraal park en tuin van het Erasmushuis              |
| Moerasgebied Melkerijstraat                                 | 05/06/1997                           |                                      | Niet gedefinieerd                                       | Moerasgebied              | MELKERIJSTRAAT 0 , ZAADSTRAAT 0 , HARTELIJKHEIDSSTRAAT 0                        |             | 2003-0023/0 |                                                        |
| Koevijverdal                                                | 18/02/2000                           |                                      |                                                         | Halfnatuurlijk landschap  | MELKERIJSTRAAT 0 , KOEVIJVERSTRAAT 0                                            |             | 2003-0024/1 |                                                        |
| Rietveld van Neerpede                                       | 03/07/1997                           |                                      |                                                         | Halfnatuurlijk landschap  | APPELBOOMSTRAAT 0 , NEERPEDESTRAAT 0                                            |             | 2003-0025/0 |                                                        |
| Bospark                                                     | 03/07/1997                           |                                      |                                                         | Bos en woud               | DEMOSTHENESSTRAAT 0 , WEESHUISSTRAAT 0 ,                                        |             | 2003-0027/0 | Bospark                                                |
| Voormalige maalderij Moulart                                | 22/05/1997                           | 1940                                 | Industriële architectuur                                | Fabriek - middelgroot     | FERNAND DEMETSKAAI 23                                                           |             | 2003-0032/0 | Voormalige maalderij Moulart                           |
| Gemeentehuis van Anderlecht                                 | 13/04/1995                           | 1870-1879 Jules-Jacques VAN YSENDYCK | Neo-Vlaamse renaissance                                 | Gemeentehuis              | RAADSPLEIN 1 , VAN LINTSTRAAT 6 - 8                                             |             | 2003-0034/0 | Gemeentehuis van Anderlecht                            |
| Vogelzang                                                   | 19/03/2009                           |                                      |                                                         | Halfnatuurlijk landschap  | VOGELENZANGSTRAAT 0 , MIJLENMEERSSTRAAT 0 , BERGENSE                            |             | 2003-0041/1 | Vogelzang                                              |
| Porseleinstraat                                             | 24/09/1998                           |                                      |                                                         | Straatgedeelte            | PORSELEINSTRAAT 5 - 19, SINT-GUIDOSTRAAT 29 - 47,                               |             | 2003-0042/0 | Porseleinstraat                                        |
| Migerodegang en omgeving                                    | 24/09/1998                           |                                      |                                                         | Varia                     | MIGERODEGANG 0 , HABERMANSTRAAT 4A - 10, BROYERESTRAAT                          |             | 2003-0044/0 |                                                        |
| Voormalige Brouwerij Atlas                                  | 01/02/2001                           | 1924-1926                            | Art deco                                                | Brouwerij                 | VRIJ-ONDERZOEKSTRAAT 13                                                         |             | 2003-0045/1 |                                                        |
| Franciscus Xaveriuskerk                                     | 26/06/2008                           | 1880                                 | Neogotisch                                              | Kerk                      | ELOYSTRAAT 0 , GEORGES MOREAUSTRAAT 102                                         |             | 2003-0048/0 | Franciscus Xaveriuskerk                                |
| Voormalig eigendom Vandenpeereboom                          | 28/02/2002                           |                                      |                                                         | Varia                     | DAPPERHEIDSPLEIN 17                                                             |             | 2003-0059/0 |                                                        |
| Geheel van traditionele huizen, waaronder herberg De Swaene | 18/04/2002 (aangepast op 04/06/2009) |                                      |                                                         | Traditionele huizen       | DAPPERHEIDSPLEIN 7 , KAPITTELSTRAAT 1                                           |             | 2003-0060/0 |                                                        |
| Nationaal Gedenkteken der Joodse Martelaren van België      | 23/10/2003                           | 1968-1970                            |                                                         | Monument, standbeeld, ... | JOODSE-MARTELARENSQUARE 0                                                       |             | 2003-0065/0 | Nationaal Gedenkteken der Joodse Martelaren van België |
| Landhuis en zijn tuin                                       | 23/10/2003                           |                                      | Classicisme                                             | Varia                     | DOKTER JACOBSSTRAAT 4                                                           |             | 2003-0067/0 |                                                        |
| Gemeenteschool van Het Rad                                  | 14/02/2008                           | 1936-1939 Charles Henri WILDENBLANCK | Art deco                                                | School                    | VAN WINGHENSTRAAT 11 , GUILLAUME MELCKMANSLAAN 18 B                             |             | 2003-0069/0 |                                                        |
| Gedenkteken Aan onze Helden 1914-1918                       | 08/11/2013                           |                                      |                                                         |                           | Dapperheidsplein                                                                |             | 2003-0082/0 | Gedenkteken Aan onze Helden 1914-1918                  |
| Kapel Sint-Guido                                            | 07/03/2013                           |                                      |                                                         |                           | Itterbeekselaan 93                                                              |             | 2003-0084/0 |                                                        |
| Plataan (Platanus x hispanica)                              | 27/03/2014                           |                                      |                                                         | Opmerkelijke boom         | Processiestraat 24                                                              |             | 2003-0085/0 |                                                        |
| Mijlenmeers                                                 | 21/12/2017                           |                                      |                                                         |                           | Mijlenmeersstraat, Vogelenzangstraat                                            |             | 2003-0086/0 |                                                        |